# Richard Tandy
Richard Tandy (ur. 26 marca 1948 w Birmingham, zm. 1 maja 2024) – brytyjski keyboardzista rockowy, basista, gitarzysta i wokalista, najbardziej znany ze współpracy z zespołem Electric Light Orchestra.